# Armenia na Halowych Mistrzostwach Świata w Lekkoatletyce 2010
Reprezentacja Armenii na halowe mistrzostwa świata 2010 liczyła 1 zawodnika.

## Mężczyźni
- Skok w dal
  - Arsen Sargsyan – z wynikiem 7,45 m zajął 25. miejsce w eliminacjach i nie awansował do finału